# František Tomášek
František Tomášek (Studénka, 30 de junio de 1899-Praga, 4 de agosto de 1992) fue un cardenal de la Iglesia católica en Bohemia, siendo el XXXIV Arzobispo de Praga. Su «cauta pero resuelta oposición al régimen comunista checoslovaco ayudó a su disolución pacífica en la Revolución de Terciopelo de 1989»

## Biografía
Nacido en 1899 cuando entonces era parte del Imperio austrohúngaro, Tomášek fue uno de los seis hijos de un maestro de escuela que murió cuan él aún era un niño. Después de completar sus estudios y su servicio militar, estudió en la Facultad de Teología San Cirilo y San Metodio de Olomouc, siendo ordenado sacerdote el 7 de mayo de 1922. Enseñó religión en las escuelas. Posteriormente también enseñó en la facultad de San Cirilo y San Metodio, donde obtuvo un doctorado en 1938. Poco después, la ocupación nazi de Checoslovaquia llevó al cierre de las universidades checas y Tomášek volvió a hacer de maestro de escuela. Después de la guerra, Tomášek volvió a enseñar en la facultad y obtuvo un segundo doctorado.
Debido a la oposición del gobierno comunista en el poder desde febrero de 1948, con la censura de sermones y cartas pastorales, además de prohibir diversas organizaciones religiosas, exigía su propia aprobación por los nombramientos eclesiásticos, el Papa Pío XII nombró a Tomášek obispo auxiliar de Olomouc el 12 de octubre de 1949. Tomášek fue consagrado obispo al día siguiente.
En 1950, Tomášek, conjuntamente con todos los otros obispos leales a Roma, así como la mitad de los sacerdotes, fueron detenidos y enviados a campos de trabajo. Los monasterios y todos los seminarios católicos salvo dos fueron cerrados, y la Iglesia Católica Oriental Eslovaca fue prohibida. Al 1953, Tomášek fue liberado del campo de Želiv, permitiéndosele continuar su función pero solo como capellán de parroquia en el pueblo de Moravská Huzová.
Ante la sorpresa de muchos, el gobierno le permitió asistir al Concilio Vaticano II, siendo el único obispo checoslovaco que pudo participar en todas las sesiones (1962-1965).
En 1965 el cardenal Josef Beran, arzobispo de Praga, pudo salir de Checoslovaquia para recibir el capelo cardenalicio gracias a un acuerdo que, en regreso a las concesiones a la Iglesia, se quedaría en Roma y Tomášek fue nombrado el 18 de febrero de 1965 administrador de la diócesis, permitiéndosele finalmente abandonar Moravská Huzová.
Tomášek rápidamente pidió apoyo para las reformas de la Primavera de Praga bajo Alexander Dubček en 1968. Con la concesión de una mayor libertad, se dedicó a aplicar las reformas instituidas por el Concilio Vaticano. La invasión soviética de agosto de 1968 de nuevo eliminaron todas las libertades de Dubček, aunque el permiso estatal para que existiera la Iglesia Oriental no fue revocado.
El 24 de mayo de 1976 el Papa Pablo VI nombró a Tomášek al Colegio de Cardenales in pectore. Al año siguiente, el Papa sintió que el peligro de represalias del gobierno checoslovaco había disminuido e hizo público el nombramiento el 27 de junio de 1977. También nombró a Tomášek arzobispo de Praga, la sede sobre la cual se había considerado más prudente dejar que continuase manteniendo sólo los poderes de un administrador apostólico incluso después de la muerte del cardenal Beran el 17 de mayo de 1969.

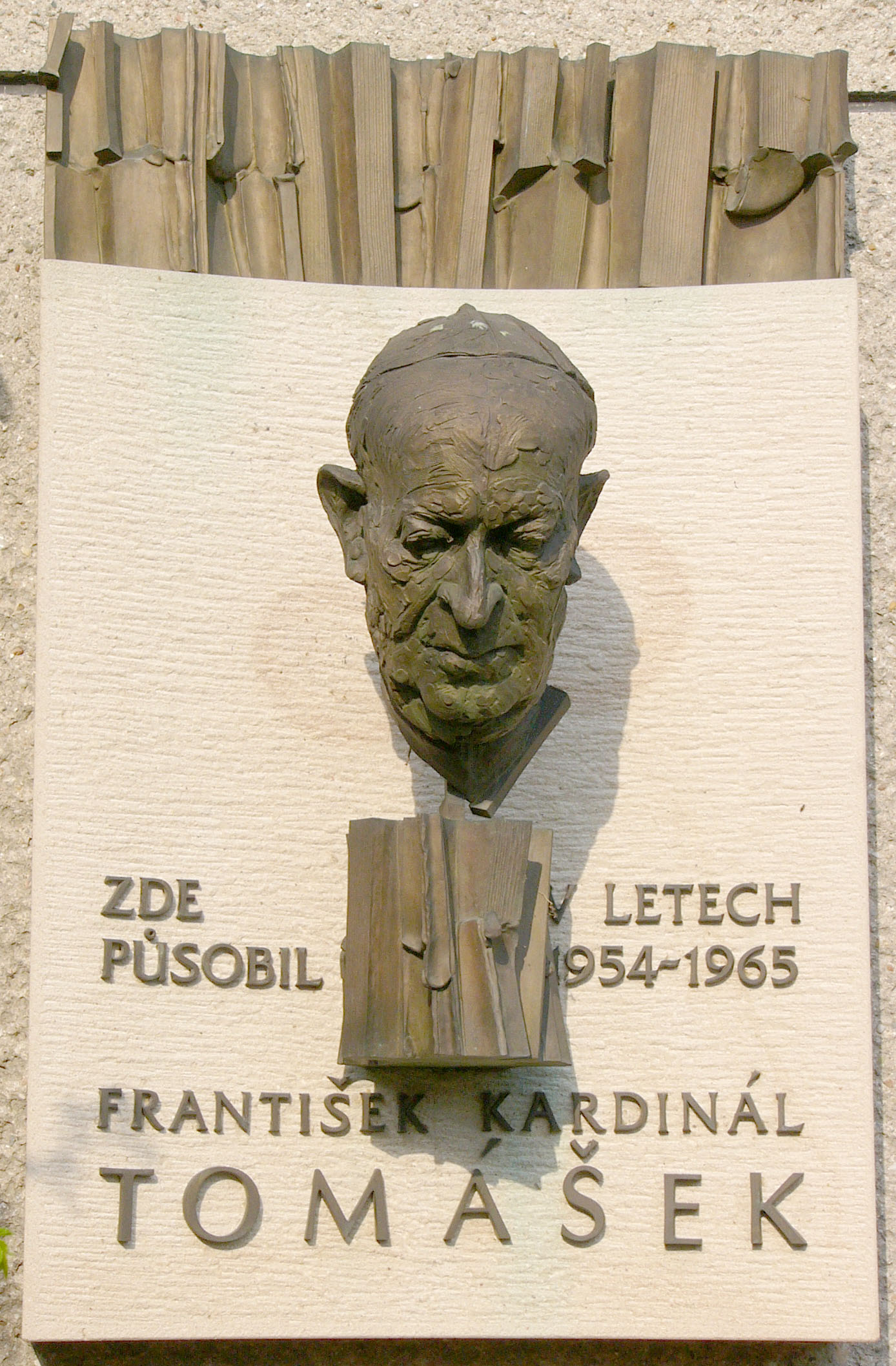
Placa en memoria al Cardenal František Tomášek en Moravská Huzová

Tomášek participó en los dos cónclaves de 1978 donde eligieron a Juan Pablo I y a Juan Pablo II. Este último, viejo amigo de Tomášek, dio aliento a los jefes de la Iglesia Católica de Europa Central, incluyendo a Tomášek, que procedieron a criticar abiertamente las políticas gubernamentales y a dar apoyo a las iniciativas de organizaciones laicas que pedían una mayor libertad, incluyendo la Carta 77. La Revolución de Terciopelo de noviembre de 1989 fue seguida por la visita de Juan Pablo II en Checoslovaquia en abril de 1990, su primer viaje a un país, aparte de su Polonia natal, bajo un régimen comunista.
El 27 de marzo de 1991, cuando Tomášek ya tenía casi 92 años, mucho después de los 75 años en que los obispos ofrecen su dimisión, se aceptó finalmente su dimisión del gobierno de la sede de Praga. Murió el 4 de agosto de 1992 y fue enterrado en la Catedral de San Vito (Praga).

## Condecoraciones
Caballero de I Clase de la Orden de Tomáš Garrigue Masaryk -  1991

## Fuente
- Esta obra contiene una traducción total derivada de «František Tomášek» de Wikipedia en catalán, publicada por sus editores bajo la Licencia de documentación libre de GNU y la Licencia Creative Commons Atribución-CompartirIgual 4.0 Internacional.

- Datos: Q712590
- Multimedia: František Tomášek / Q712590